# La Clairon
La Clairon (25 de enero de 1723 - 29 de enero de 1803) fue una actriz de teatro y escritora francesa, cuyo verdadero nombre era Clara Josefa Hipólita Leris. Nació en Condé-sur-l'Escaut, Provincia de Henao, hija de un sargento del ejército.

## Biografía
En 1736 hizo su primera aparición en el escenario en la Comédie Italienne con un pequeño papel en L'Île des esclaves de Pierre de Marivaux. Después de varios años en las provincias regresó a París. Tras su regreso tuvo muchos inconvenientes para obtener papeles en obras del teatro. Finalmente obtuvo el papel principal de Fedra, que le valió muchos elogios. Durante sus veintidós años en este teatro, dividiendo los honores con su rival Marie Dumesnil, interpretó muchos papeles clásicos de tragedia y participó en obras de Voltaire, Marmontel, Bernard-Joseph Saurin y Pierre-Laurent Buirette de Belloy, entre otros.
Se retiró en 1766 y se dedicó a la enseñanza y entrenamiento de alumnos para el escenario. Entre sus alumnos más distinguidos se encontraba Mademoiselle Raucourt. El escritor Oliver Goldsmith se refirió a La Clairon como "la figura femenina más perfecta que he visto en cualquier escenario"; y el dramaturgo David Garrick admitió que la actriz tenía "todo lo que el arte puede ofrecer". En sus últimos años, Hipólita escribió un libro con sus memorias con anécdotas de su vida y reflexiones sobre el teatro en general.